# اسپرس تبریزی
اسپرس تبریزی (نام علمی: Onobrychis buhseana) نام یک گونه از سرده اسپرس است.